# Dominick V. Daniels

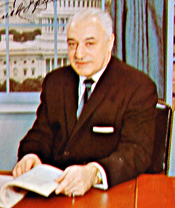
Dominick V. Daniels

Dominick Vincent Daniels (* 18. Oktober 1908 in Jersey City, New Jersey; † 17. Juli 1987 ebenda) war ein US-amerikanischer Politiker. Zwischen 1959 und 1977 vertrat er den Bundesstaat New Jersey im US-Repräsentantenhaus.

## Werdegang
Dominick Daniels besuchte die öffentlichen Schulen seiner Heimat und studierte danach an der Fordham University in New York City. Nach einem anschließenden Jurastudium an der Law School der Rutgers University in New Brunswick und seiner 1930 erfolgten Zulassung als Rechtsanwalt begann er in Jersey City in diesem Beruf zu arbeiten. Von 1952 bis 1958 war er in Jersey City als städtischer Richter (Magistrate) tätig. Politisch war Daniels Mitglied der Demokratischen Partei. In den Jahren 1960, 1964 und 1968 nahm er als Delegierter an den jeweiligen Democratic National Conventions teil.
Bei den Kongresswahlen des Jahres 1958 wurde Daniels im 14. Wahlbezirk von New Jersey in das US-Repräsentantenhaus in Washington, D.C. gewählt, wo er am 3. Januar 1969 die Nachfolge von Vincent J. Dellay antrat. Nach acht Wiederwahlen konnte er bis zum 3. Januar 1977 neun Legislaturperioden im Kongress absolvieren. In seine Zeit im Kongress fielen unter anderem die Bürgerrechtsbewegung und der Vietnamkrieg sowie die Watergate-Affäre. Damals wurden auch der 23., der 24., der 25. und der 26. Verfassungszusatz ratifiziert.
Im Jahr 1976 verzichtete Dominick Daniels auf eine weitere Kandidatur. Nach dem Ende seiner Zeit im US-Repräsentantenhaus praktizierte er wieder als Anwalt in Jersey City, wo er am 17. Juli 1987 auch verstarb.